# Capacity (Big Thief)
Capacity is het tweede studioalbum van de Amerikaanse band Big Thief dat uitkwam op 9 juni 2017. Er verschenen twee singles van het album, "Mythological Beauty" en "Shark Smile".
Het album ontving positieve recensies en heeft op recensieverzamelaar Metacritic een score van 81%.

## Nummers
| Nr. | Titel               | Duur |
| --- | ------------------- | ---- |
| 1.  | Pretty Things       | 3:04 |
| 2.  | Shark Smile         | 3:58 |
| 3.  | Capacity            | 3:51 |
| 4.  | Watering            | 3:22 |
| 5.  | Coma                | 3:39 |
| 6.  | Great White Shark   | 3:22 |
| 7.  | Mythological Beauty | 5:06 |
| 8.  | Objects             | 2:42 |
| 9.  | Haley               | 3:32 |
| 10. | Mary                | 5:30 |
| 11. | Black Diamonds      | 3:34 |

## Beoordelingen
| Publicatie       | Accolade                                | Rank |
| ---------------- | --------------------------------------- | ---- |
| The Alternative  | The Alterative's Top 50 Albums van 2017 | 10   |
| BrooklynVegan    | BrooklynVegan's Top 50 Albums van 2017  | 13   |
| Flood Magazine   | De Beste Albums van 2017                | 1    |
| NPR              | De 50 Beste Albums van 2017             | 3    |
| Pitchfork        | De 50 Beste Albums van 2017             | 23   |
| Rough Trade      | Rough Trade Albums van het Jaar 2017    | 4    |
| The Skinny       | The Skinny's Top 50 Albums van 2017     | 12   |
| Spin             | 50 Beste Albums van 2017                | 2    |
| Vinyl Me, Please | De Beste Albums van 2017                | 8    |